# Oliver Marach
Oliver Marach (Graz, 16 de Julho de 1980) é um tenista profissional austríaco, especialista em duplas. Em duplas já figurou em 8° do mundo, em simples também furou a barreira do top 100 da ATP, sendo 82° em 2006. É parceiro de jogo do croata Mate Pavić.

## Desempenho em Torneios

### Duplas

#### Finais Vencidas (12)
| Legenda                                                     |
| Grand Slam (0)                                              |
| Tennis Masters Cup ATP World Tour Finals (0)                |
| ATP Masters Series ATP World Tour Masters 1000 (0)          |
| ATP International Series Gold ATP World Tour 500 Series (3) |
| ATP International Series ATP World Tour 250 Series (9)      |

| Títulos por superfície |
| Dura (3)               |
| Grama (0)              |
| Saibro (9)             |
| Carpete (0)            |

| Nr. | Data                    | Torneio                 | Superfície | Parceiro             | Adversários na Final              | Resultado           |
| 1.  | 17 de Setembro de 2007  | Bucareste, Romênia      | Saibro     | Michal Mertiňák      | Martín García Sebastián Prieto    | 7–6(2), 7–6(8)      |
| 2.  | 1 de Março de 2008      | Acapulco, México        | Saibro     | Michal Mertiňák      | Agustín Calleri Luis Horna        | 6–2, 6–7(3), [10–7] |
| 3.  | 12 de Abril de 2009     | Casablanca, Marrocos    | Saibro     | Łukasz Kubot         | Simon Aspelin Paul Hanley         | 7–6(4), 3–6, [10–6] |
| 4.  | 4 de Maio de 2009       | Belgrado, Sérvia        | Saibro     | Łukasz Kubot         | Johan Brunström Jean-Julien Rojer | 6–2, 7–6(3)         |
| 5.  | 1 de Novembro de 2009   | Viena, Áustria          | Dura       | Łukasz Kubot         | Julian Knowle Jürgen Melzer       | 2–6, 6–4, [11–9]    |
| 6.  | 6 de Fevereiro de 2010  | Santiago, Chile         | Saibro     | Łukasz Kubot         | Potito Starace Horacio Zeballos   | 6–4, 6–0            |
| 7.  | 27 de Fevereiro de 2010 | Acapulco, México        | Saibro     | Łukasz Kubot         | Fabio Fognini Potito Starace      | 6–0, 6–0            |
| 8.  | 8 de Maio de 2010       | Munique, Alemanha       | Saibro     | Santiago Ventura     | Eric Butorac Michael Kohlmann     | 5–7, 6–3, [16–14]   |
| 9.  | 20 de Fevereiro de 2011 | Buenos Aires, Argentina | Saibro     | Leonardo Mayer       | Franco Ferreiro André Sá          | 7–6(6), 6–3         |
| 10. | 24 de Julho de 2011     | Hamburgo, Alemanha      | Saibro     | Alexander Peya       | František Čermák Filip Polášek    | 6–4, 6–1            |
| 11. | 2 de Outubro de 2011    | Bangkok, Tailândia      | Dura       | Aisam-ul-Haq Qureshi | Michael Kohlmann Alexander Waske  | 7–6(4), 7–6(5)      |
| 12. | 14 de Janeiro de 2012   | Auckland, Nova Zelândia | Dura       | Alexander Peya       | František Čermák Filip Polášek    | 6–3, 6–2            |

#### Finais Perdidas (7)
| Nr. | Data                    | Torneio                 | Superfície | Parceiro        | Adversários na Final                | Resultado           |
| 1.  | 28 de Maio de 2006      | Pörtschach, Áustria     | Saibro     | Cyril Suk       | Paul Hanley Jim Thomas              | 6–3, 4–6, [10-5]    |
| 2.  | 16 de Julho de 2006     | Båstad, Suécia          | Saibro     | Christopher Kas | Jonas Björkman Thomas Johansson     | 6–3, 4–6, [10–4]    |
| 3.  | 30 de Julho de 2006     | Kitzbühel, Áustria      | Saibro     | Cyril Suk       | Philipp Kohlschreiber Stefan Koubek | 6–2, 6–3            |
| 4.  | 23 de Abril de 2007     | Casablanca, Marrocos    | Saibro     | Łukasz Kubot    | Jordan Kerr David Škoch             | 7–6(4), 1–6, [10–4] |
| 5.  | 23 de Fevereiro de 2009 | Acapulco, México        | Saibro     | Łukasz Kubot    | František Čermák Michal Mertiňák    | 4–6, 6–4, [10–7]    |
| 6.  | 14 de Fevereiro de 2010 | Costa do Sauípe, Brasil | Saibro     | Łukasz Kubot    | Pablo Cuevas Marcel Granollers      | 7–5, 6–4            |
| 7.  | 5 de Fevereiro de 2011  | Santiago, Chile         | Saibro     | Łukasz Kubot    | Marcelo Melo Bruno Soares           | 6–3, 7–6(3)         |

## Ligações Externas
- Perfil na ATP